# Tet
Tet (טית) je 9. slovo hebrejskog pisma i ima brojčanu vrijednosti od 9. 
Akademska transliteracija Tet-a je „ṭ“ („t“ s točkom ispod slova).

## Povijest
Grčko slovo Theta proizlazi iz slova Tet.

## Primjeri
- בריה Twerja: Tiberijada

## Šifra znaka
|          | Unikod | Unikod            | HTML     | HTML | izgled ovisi o pregledniku | poveznice (engl.)                |
| k. točka | naziv  | kod               | entitet  |      | izgled ovisi o pregledniku | poveznice (engl.)                |
| -------- | ------ | ----------------- | -------- | ---- | -------------------------- | -------------------------------- |
| slovo ט  | U+05d8 | HEBREW LETTER TET | &#x05d8; | nema | ט                          | detaljni podaci test preglednika |

U standardu ISO 8859-8 simbol ima kod 0xe8.